# Belém de São Francisco
Pour les articles homonymes, voir Belém (homonymie).
Belém de São Francisco est une municipalité brésilienne située dans l'État du Pernambouc.